# Campanya d'U-Boot a la Mediterrània
La campanya d'U-Boot a la Mediterrània es va lliurar durant la Primera Guerra Mundial entre Àustria-Hongria i l'Imperi Alemany (amb algun suport per part de l'Imperi Otomà) contra els aliats de la Triple Entesa. Es va caracteritzar per la capacitat de les Potències Centrals d'atacar amb total impunitat durant els primers anys de la guerra i de causar pèrdues substancials de vaixells de càrrega fins a la introducció del sistema de combois que va permetre als aliats disminuir dràsticament les pèrdues a partir de 1917.
La majoria dels U-Boot alemanys (i tots els submarins austrohongaresos) tenien la base principal a Kotor però operaven sempre fora de la mar Adriàtica. Hi havia una altra base d'U-Boot a Constantinoble, a l'Imperi Otomà. Els submarins també van crear camps de mines repartits entre Toló (França) fins a prop d'Alexandria (Egipte).

## 1914: L'etapa inicial
Amb l'esclat de la Primera Guerra Mundial, el Regne d'Itàlia va prendre la decisió de romandre neutral.

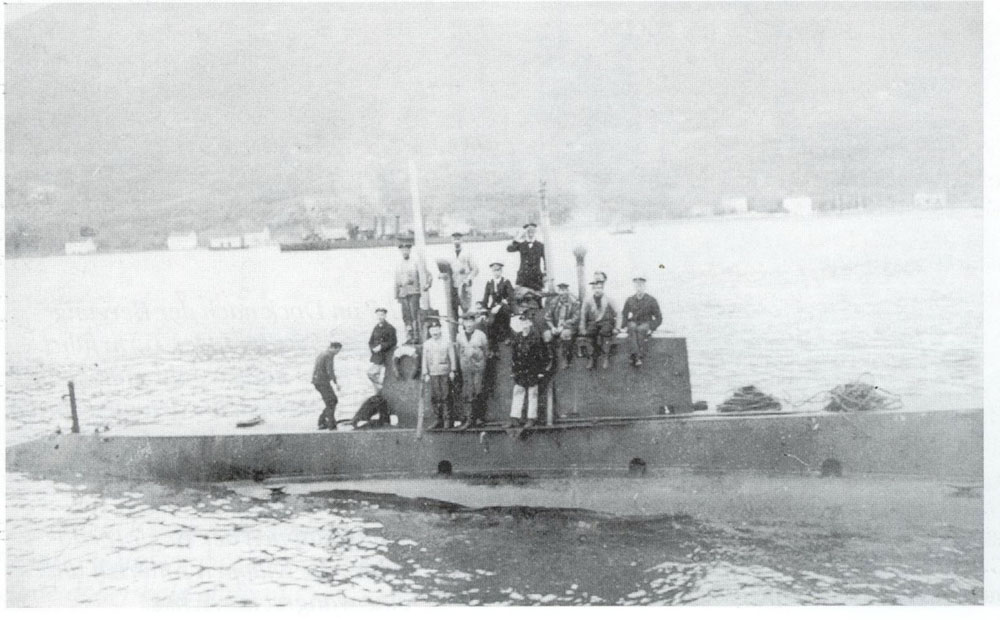
El SM U-12 entrant al port de Pula (1914)

La força naval de les Potències Centrals va estar representada per l'armada de l'Imperi Austrohongarès (kaiserliche und königliche Kriegsmarine, k.u.k.K) que era d'una mida mitjana i que només tenia l'accés al mar a través de la costa adriàtica (aproximadament des de Trieste fins a Kotor). Les potències de l'Entesa es van moure ràpidament per a bloquejar la mar Adriàtica amb l'enviament d'una flota per a bloquejar el canal d'Òtranto.
La fase inicial de la campanya dels U-Boot a la Mediterrània comprenia els atacs dels submarins de la k.u.k.K contra els francesos. Al començament de les hostilitats, la k.u.k.K. tenia set submarins (cinc operatius i dos de formació) que eren del tipus costaner amb rang i resistència limitada, apropiats per a treballar a l'Adriàtica. No obstant això, van tenir una sèrie d'èxits. El 21 de desembre de 1914, el SM U-12 va torpedinar al cuirassat francès Jean Bart, el vaixell insígnia de l'almirall Auguste Boué de Lapeyrère. El vaixell no es va enfonsar però es va veure obligat a retirar-se amb la proa malmesa. Aquest revés va dissuadir als vaixells capital francesos de penetrar massa a l'Adriàtica. El 27 d'abril de 1915, el SM U-5 va enfonsar el creuer francès Léon Gambetta amb gran pèrdua de vides. Però els vaixells k.u.k.K. van ser incapaços d'oferir qualsevol interferència al trànsit aliat a la Mediterrània més enllà del canal d'Òtranto.

## Operacions als Dardanels

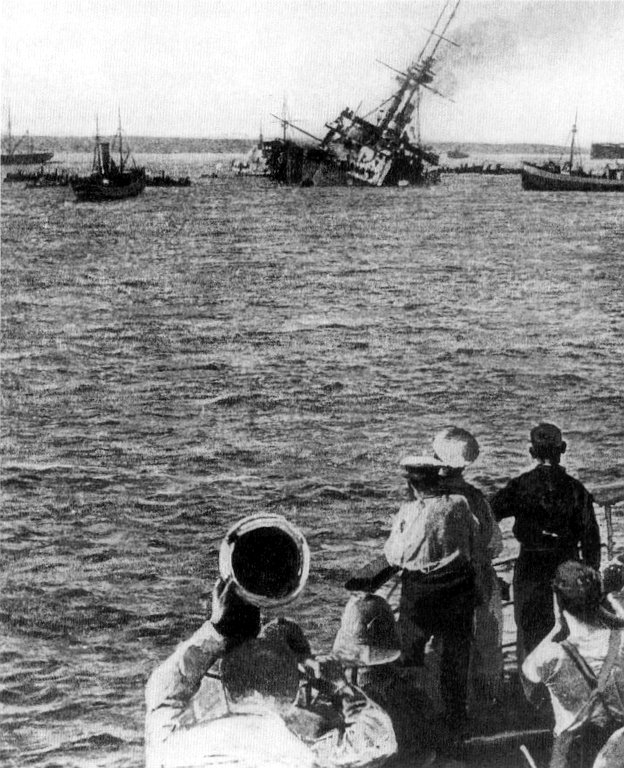
El HMS Majestic torpedinat pel submarí SM U-21 als Dardanels (27 de maig de 1915)

A l'abril de 1915, l'armada alemanya (Kaiserliche Marine) va enviar els primers U-Boot a la Mediterrània com a resposta per la campanya dels Dardanels realitzada pels anglesos i els francesos, i després de quedar clar que els austríacs no eren capaços de fer gaire cosa a la Mediterrània.
El primer submarí enviat va ser el SM U-21 i va obtenir un succés inicial amb l'enfonsament del pre-dreadnought HMS Triumph al 25 de maig i del HMS Majestic al 27 de maig mentre que salpava camí cap als Dardanels.
L'armada alemanya també va enviar una sèrie d'U-Boot del tipus UB i UC. Van ser enviats en trens de càrrega a Pula, on van ser muntats per a ser enviats a Istanbul. Un submarí va ser destruït però, a finals de 1915, els alemanys ja havien establert a Istanbul una força de set submarins coneguts com la Divisió d'U-Boat a la Mediterrània.

## La flota de Pula
Al mateix temps, els alemanys estaven decidits a establir una força a l'Adriàtica per a interferir les rutes comercials de l'Entesa a la Mediterrània. A finals de juny de 1915, els alemanys havien muntat tres U-Boot prefabricats del tipus UB I a Pula, dos dels quals van ser transferits a la marina austríaca. També es van muntar tres submarins del tipus UC I, que se'ls va ordenar transportar petites quantitats de subministraments a Turquia. Els submarins UB es van veure obstaculitzats per llur curt abast i pels corrents marins dels Dardanels. El juliol, el submarí SM U-21, l'únic que tenia un radi mitjà, va ser danyat per una mina i es va veure obligat a romandre a Istanbul.
El 21 de juliol, els submarins SM U-34 i SM U-35, que estaven situats a la mar Bàltica, van ser enviats a Kotor i van ser assignats a la k.u.k.K. per a rebre més fàcilment subministraments i reparacions sense haver-se d'enfrontar amb el perillós Dardanels. L'agost, el SM U-33 i el SM U-39, que formaven part de la flota de Pula estacionada a Kotor, es van dirigir a Gallipoli, on la Royal Navy estava infligint greus danys als otomans.

## La guerra al comerç
La mar Mediterrània era una àrea d'intensa acció de les unitats de l'armada de guerra alemanya que havien rebut la tasca d'obstaculitzar el comerç enemic. Moltes rutes de comerç de l'Imperi Britànic, de França i sobretot d'Itàlia passaven per la mar Mediterrània, que estava infestada de submarins alemanys fins i tot a la tardor i a l'hivern, quan el fred i el mal temps va obstaculitzar les operacions navals a l'oceà Atlàntic i a la Mar del Nord. Els submarins alemanys van ser utilitzats per a vigilar els punts estratègics de les rutes de comerç enemic, com el canal de Suez, l'illa de Malta, Creta i l'estret de Gibraltar. Un avantatge addicional de la Mediterrània va ser que hi havia pocs vaixells pertanyents a països neutrals.

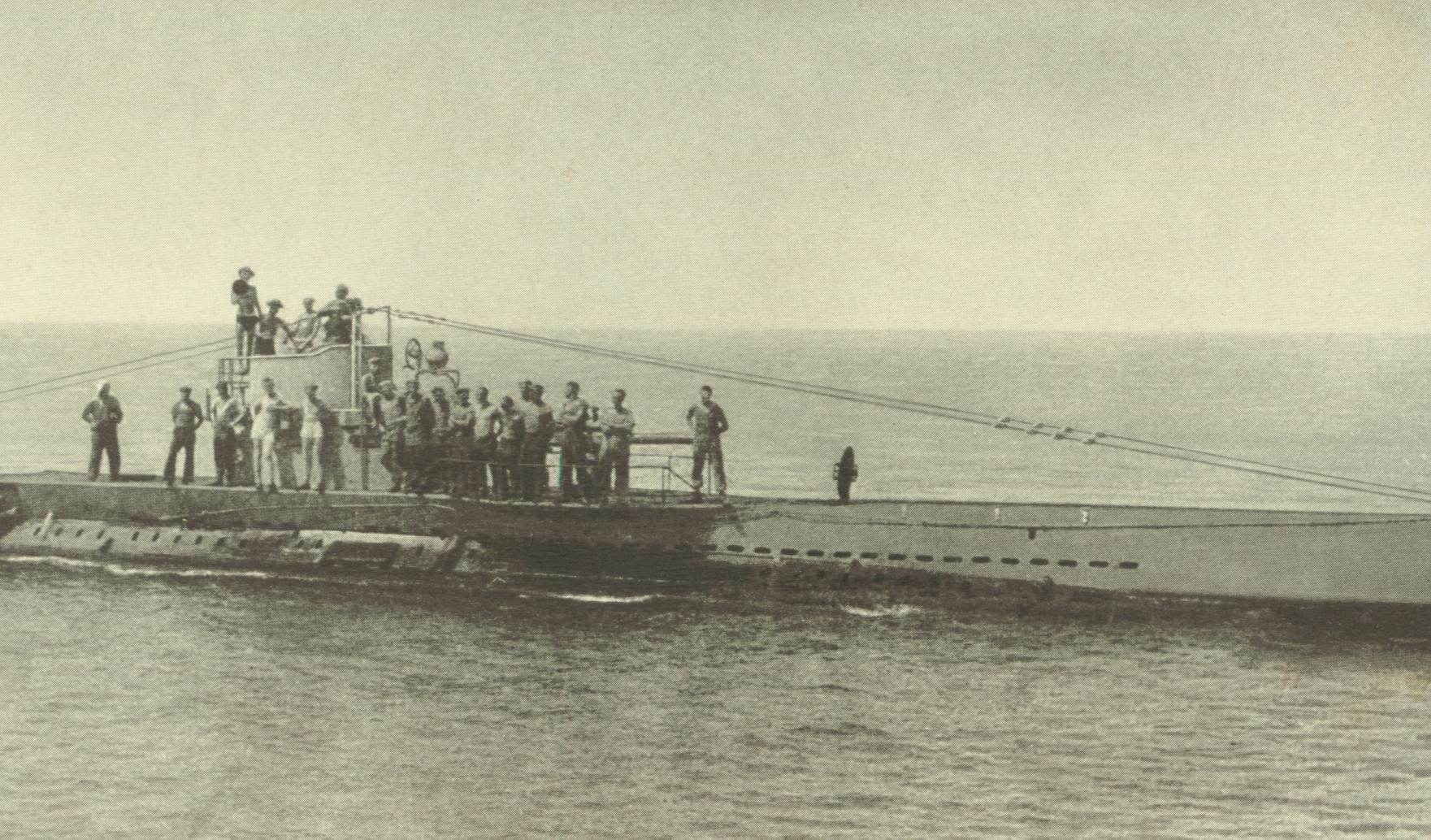
U-Boat SM U-38 de la Kaiserliche Marine. Títol original: «En aigües segures. Prenent l'aire fresc després d'un extenuant viatge nocturn».

Les operacions alemanyes van començar oficialment a l'octubre de 1915, quan els U-Boot SM U-33, SM U-39 i posteriorment el SM U-35 van atacar vaixells que estaven els ports grecs de Tessalònica i Kavala, enfonsant en aquest mes 18 vaixells d'un total de 64.873 tones. En aquest mes es va decidir enviar al SM U-38 com a reforç, que va sortir de la base de Kotor.
Atès que Alemanya encara no era en guerra amb Itàlia però si que ho era l'Imperi Austrohongarès, la marina alemanya va ordenar als seus submarins no atacar els vaixells italians a l'est de la Mediterrània, la zona en la qual els austríacs no tenien els mitjans per a actuar. A l'oest de la Mediterrània, més enllà del cap Matapan, es va ordenar als submarins onejar la bandera d'Àustria-Hongria per a poder atacar lliurement als vaixells italians i es va adoptar una política d'enfonsament sense advertència i d'atacar els grans vaixells mercants sota sospita de ser mitjans de transport o creuers auxiliars.
L'Almirallat alemany va decidir que els U-Boot UB II eren ideals per a les operacions a la mar Mediterrània. Com que les peces eren massa grosses per a ser enviades en seccions per ferrocarril a Pula com ho van fer amb els U-Boot del tipus UB I, els materials de construcció i els treballadors alemanys per a l'assemblatge van ser enviats a Pula. Això va significar una escassetat de treballadors per a completar els submarins per al servei en aigües territorials però semblava justificat pels èxits a la Mediterrània al novembre de 1915, quan es van enfonsar 44 vaixells (158.383 tones). Al desembre van caure 17 vaixells (74.924 tones) que era més de la meitat del tonatge total enfonsat en tots els teatres d'operacions en el moment.

## L'incident de l'Ancona
El novembre de 1915, el SM U-38, comandat pel Kapitänleutnant (K/L) Max Valentiner, va enarborar el pavelló d'Àustria-Hongria i va causar un incident diplomàtic quan va enfonsar el transatlàntic de passatgers italià SS Ancona a la costa de Tunísia. El SS Ancona va salpar de Messina rumb a Nova York, portant centenars de passatgers. En l'incident van perdre la vida més de 200 persones, entre ells nou nord-americans. Igual que l'enfonsament del transatlàntic britànic RMS Lusitania a les costes d'Irlanda sis mesos abans, l'incident del SM Ancona es va afegir a la indignació creixent dels Estats Units contra la guerra submarina sense restriccions. Robert Lansing, Secretari d'Estat dels Estats Units, va enviar una carta de protesta al govern de Viena.
El mateix submarí que va atacar el SS Ancona va enfonsar el SS Persia al desembre de 1915, matant a 343 persones.
Al març de 1916, el submarí alemany SM UC-12 es va esfonsar per l'explosió de la seva pròpia mina a prop de Tàrent. Els investigadors italians van descobrir la veritable identitat del U-Boot. Alemanya era encara tècnicament aliada amb Itàlia, de manera que el descobriment que els submarins alemanys estaven atacant les bases navals italianes va ser un dels factors que van empènyer a Itàlia per a declarar la guerra a Alemanya al maig de 1916.

## 1916: La guerra al comerç continua
Durant el 1916 va continuar la guerra al comerç. Les contramesures de l'Entesa van resultar en gran manera ineficaces. La cooperació complexa entre les armades dels diversos països aliats va portar a una resposta fragmentada i sense coordinació. El principal remei per als submarins va ser mantenir el bloqueig del canal d'Òtranto, però també era ineficient; el canal era massa àmple i profund per a crear una barrera efectiva i el malbaratament de recursos i subministraments era enorme. Durant la durada en què la barrera es va mantenir operativa només van ser destruïts dos submarins.
El 1916, l'Entesa va perdre 415 vaixells (1.061.828 tones), la meitat de tots els vaixells perduts en el mateix període en tots els teatres de la guerra. Dels dotze submarins que van enfonsar més vaixells, vuit eren membres de la flota de Pula. El submarí que més vaixells va enfonsar va ser el SM U-35, comandat pel K/L Lothar von Arnauld de la Perière.
Durant el 1916, els submarins austríacs van enfonsar un gran nombre de naus enemigues. El SM U-11 va capturar el vaixell hospital italià King Albert el 18 de gener a Shëngjin. El SM U-6 va enfonsar el destructor francès Renaudin al 16 de març a Durrës. El SM U-5 va torpedinar i enfonsar el 8 de juny el vaixell de transport de tropes italià SS Principe Umberto a Kepi i Gjuhezes, el 2 d'agost va atacar a un grup de destructors italians i francesos i el 14 d'agost va torpedinar al vaixell italià Pantelleria al sud de Tàrent. Entre agost i setembre de 1916 els U-Boot U-34, U-35 i U-38 van operar ales costes balears atacant qualsevol embarcació neutral o aliada, els U-34, el U-35, el U-52 i el U-64 van operar a les costes del País Valencià entre 2016 i 2018, i a les costes catalanes ho van fer els U-34, el U-35, i el U-64.
El 15 de setembre, dos hidroavions austríacs, el L.135 i el L.132, van bombardejar al submarí francès Foucault. L'L.135 va aconseguir enfonsar el submarí i es van salvar 27 mariners. Aquest va ser el primer cas en la història de l'enfonsament d'un submarí per una aeronau.
El mateix dia, el submarí francès Ampére va atacar amb dos torpedes al vaixell hospital austríac No. I. (l'antic vaixell de vapor Lloyd Elektra) causant dues víctimes mortals.

## 1917: La guerra submarina sense restriccions

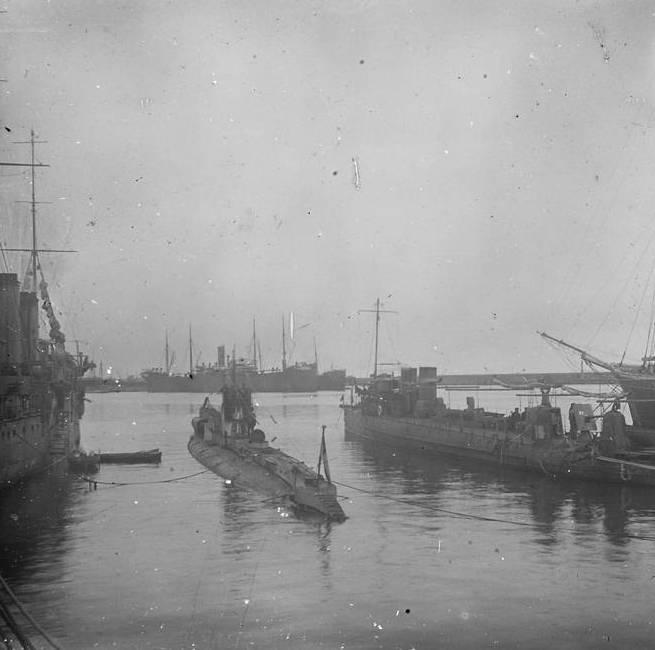
Submarí alemany U-74 al port de Barcelona l'any 1918

El gener de 1917, el secretari de Relacions Exteriors Arthur Zimmermann va encapçalar una delegació a Viena per a assegurar la col·laboració d'Àustria-Hongria arran de la decisió d'Alemanya de reprendre la guerra submarina sense restriccions. El Gran Almirall Anton Haus va recolzar totalment la proposta però el ministre d'Exteriors, el comte Ottokar von Czernin tenia dubtes igual que l'emperador Carles I d'Àustria. Finalment, Haus i els delegats alemanys van guanyar el debat, en part, fent una llista de diversos casos en què els submarins aliats havien enfonsat vaixells d'Àustria-Hongria desarmats a l'Adriàtic. El fet que Itàlia havia declarat la guerra a Alemanya el 28 d'agost de 1916 va ajudar en les negociacions sobre els termes de la nova campanya submarina en la Mediterrània, per la qual cosa és ja no calia que els submarins alemanys es fessin passar per submarins austríacs per a atacar vaixells italians.
Els vaixells enfosats pels submarins va arribar a un màxim a l'abril de 1917, quan les potències centrals posseïen 28 submarins, operant sempre almenys deu d'ells al mar. Cap submarí va ser enfonsat mentre que es van enfonsar 94 vaixells en només un mes. No obstant això, l'armada italiana va començar a organitzar els primers combois amb el britànics al llarg de la ruta Alexandria-Malta al maig de 1917.

## La intervenció japonesa
A principi d'abril de 1917, el Japó, un aliat del Regne Unit, va enviar 14 destructors i creuers vaixells insígnia a la Mediterrània. Tenien la base Malta i van tenir un paper important escortant i protegint combois dels submarins. Els vaixells japonesos també van ser molt eficaços en l'activitat de patrullatge i antisubmarina..
Dels nou submarins austríacs destruïts, cinc van ser enfonsats pels italians (SM U-13, SM U-10, SM U-16, SM U-20 i SM U-23), un per unitats italianes i franceses (SM U-30) i un pels britànics (SM U-3), mentre que els japonesos no en van destruir cap i a més van perdre un destructor (el Sakaki), torpedinat pel SM U-27.

## 1918: La fase final

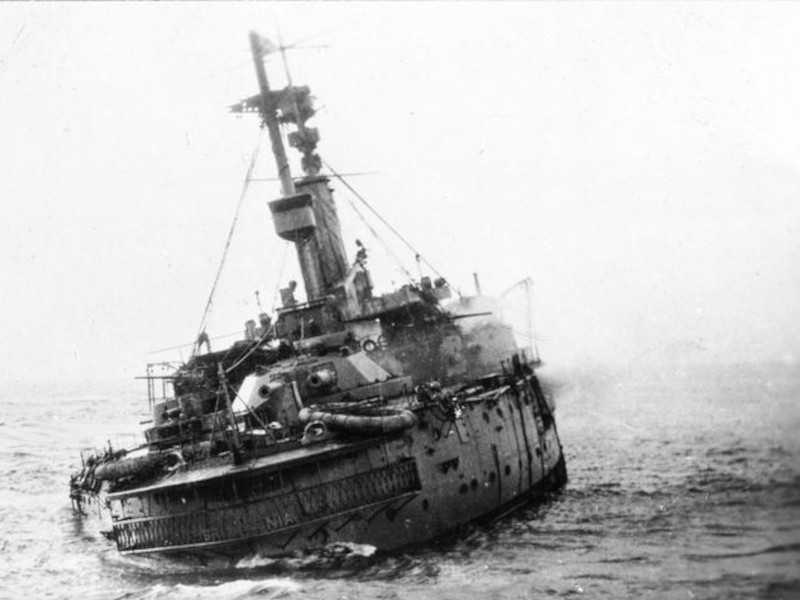
Cuirassat britànic HMS Britannia enfonsant-se a prop de Gibraltar el 9 de novembre de 1918, torpedinat pel submarí SM UB-50.

Encara que l'Entesa va introduir el sistema de combois entre Malta i Alexandria al maig de 1917, el sistema no va ser totalment vigent fins al finalitzar l'any. El nombre de rutes comercials i de responsabilitats dividides en diverses nacions va fer que aquest sistema fos molt complex per a ser implementat, mentre que una creença continuada en mesures ofensives, com el bloqueig del canal d'Òtranto, va mantenir una escassetat de vaixells escorta en altres llocs.
Al llarg del 1917, els submarins eren encara capaços d'enfonsar vaixells mentre viatjaven en soledat però a partir del 1918 la seva sort va canviar. Al gener, els alemanys van enfonsar 105.403 tones de càrrega enemiga mentre que els austríacs només van enfonsar 20.340 tones. En aquest període van ser enfonsats dos submarins de la Flota de Pula.
Les pèrdues de l'Entesa van seguir disminuint mentre que les pèrdues entre els submarins van començar a augmentar. Al maig de 1918, la Triple Entesa va perdre 100.000 tones de càrrega i les pèrdues en els mesos següents no van superar aquest valor. La flota de Pula va perdre quatre U-Boot més.
Karl Dönitz, que durant la Segona Guerra Mundial es convertiria en el comandant dels submarins del Tercer Reich, en l'època era el comandant del SM UB-68. El 4 d'octubre va ser enfonsat pels britànics i empresonat a Malta.
A l'octubre de 1918, al final de la guerra, l'Entesa havia perdut des del començament de l'any 773.000 tones de càrrega. La flota de Pula havia perdut onze submarins i la k.u.k.K va perdre tres.
A l'octubre, les potències centrals estaven a la vora del col·lapse; Bulgària i els otomans havien demanat la pau i els austríacs estaven a punt de fer el mateix. Els alemanys van elegir abandonar la Mediterrània; nou submarins van sortir de les seves bases de l'Adriàtica per a tornar a Alemanya i uns altres deu van ser enfonsats. En el camí de tornada van aconseguir enfonsar el Mercia i el Surada; en aquesta batalla tres submarins van ser atacats, el SM U-35 va ser danyat i es va reparar a Barcelona mentre que el SM U-34 va ser destruït.
L'última acció es va dur a terme el 9 de novembre de 1918, dos dies abans de l'armistici. El SM U-50 va torpedinar i enfonsar el cuirassat anglès HMS Britannia, a prop de l'estret de Gibraltar.